# Clean Diamond Trade Act
Der Clean Diamond Trade Act (Gesetz für sauberen Diamantenhandel) ist ein 2003 erlassenes US-amerikanisches Gesetz, welches verhindern soll, dass Diamanten aus Konfliktregionen („Blutdiamanten“) in den USA gehandelt werden. Es regelt – in Verbindung mit dem Kimberley-Prozess – den Umgang mit Rohdiamanten als Ware.